# Steinasandur
Steinasandur är ett sandområde i republiken Island.   Det ligger i regionen Austurland, i den sydöstra delen av landet, 290 km öster om huvudstaden Reykjavík.